# Michal Martikán
Michal Martikán, né le 18 mai 1979 à Liptovský Mikuláš, est un céiste slovaque pratiquant le slalom.

## Biographie

### Carrière sportive
Devenu à l'âge de 16 ans le plus jeune vainqueur d'une manche de coupe du monde et médaillé de bronze dès ses premiers championnats du monde en 1995, il devient en 1996 champion olympique lors des Jeux olympiques d'Atlanta après une excellente deuxième manche qui rattrape sa sixième place à l'issue de première manche. Il devient à ce moment le premier champion olympique de la jeune Slovaquie, qui s'est séparée de sa consœur tchèque quelques années auparavant.
L'année suivante, il remporte le titre mondial à Tres Coroas au Brésil, remportant également le premier de ses onze titres de champion du monde par équipe. Ses résultats en coupe du monde en font le favori logique pour les Jeux olympiques de Sydney. Mais le meilleur temps de la seconde manche ne lui permet pas de récupérer d'une première manche terminée cinquième et il échoue à la deuxième place derrière le français Tony Estanguet.
C'est derrière ce même Tony Estanguet qu'il échoue de nouveau quatre ans plus tard, aux Jeux olympiques d'Athènes : le meilleur temps de la première manche et une très bonne deuxième manche semblent lui promettre la médaille d'or. Mais après le visionnage de la vidéo, une légère touche lui occasionne une pénalité de deux secondes qui le prive de la médaille d'or pour douze centièmes de secondes.
Aux Jeux olympiques de Pékin en 2008, il domine largement la compétition et redevient champion olympique 12 ans après son titre d'Atlanta.
En 2012, à Londres, il termine troisième de la course remportée par Tony Estanguet, mais il devient ainsi le premier slalomeur à remporter 5 médailles consécutives aux Jeux Olympiques.
Céiste hors-normes, Martikan s'est forgé un palmarès éblouissant basé sur une régularité de métronome : entre 1995 et 2010, il n'a manqué aucun des podiums mondiaux et olympiques lors des courses individuelles, remportant 6 médailles d'or (deux aux Jeux olympiques de 1996 et 2008, quatre en individuel aux Championnats du Monde 1997, 2002, 2003 et 2007), cinq médailles d'argent (deux aux Jeux olympiques 2000 et 2004 et trois aux Championnats du Monde 2006, 2009 et 2010 ) et trois médailles de bronze (aux Championnats du Monde 1995, 1999 et 2005), tout ceci étant complété par un large palmarès par équipes ainsi que par ses résultats européens et nationaux. Son duel avec le français Tony Estanguet, triple champion olympique et lui aussi multi-champion du monde a formé, dans ce contexte, l'un des plus beaux affrontements du sport moderne.
Continuant à pagayer à très haut niveau bien après l'arrêt de la carrière du Français en 2012, il allongera ainsi son total de médailles et ses records, remportant notamment le classement général Coupe du Monde de Slalom C1 (2014, sa 5ème victoire après 1998, 2000, 2001 et 2006, un record chez les slalomeurs), glanant neuf médailles d'or consécutives aux championnats du monde par équipe entre 2009 et 2019 (là aussi, un record) avec ses coéquipiers Matej Benus et Alexander Slavkovsky, et cumulant à ce jour (26 septembre 2019) 23 médailles aux championnats du monde (15 or, 3 argent et 5 bronze), plus que n'importe quel autre slalomeur.
Entraîné depuis ses débuts par son père Jozef, Michal Martikan a réussi l'exploit de ramener systématiquement une médaille de tous les championnats du monde de canoë-kayak depuis 1995 (que ce soit en individuel ou en course par équipe), soit 24 ans ininterrompus de médailles au plus haut niveau mondial.

### Accusations d'homicide
Après sa campagne olympique victorieuse de 1996 et alors qu'il n'avait que 17 ans, Martikan fut félicité par le président slovaque pour son exploit (il devient le premier champion olympique slovaque) qui le récompensa en lui offrant son permis de conduire sans qu'il ait besoin d'attendre de passer l'examen.
En novembre 1997, Martikan est cependant impliqué dans un accident de voiture près du village de Veľké Zálužie, en Slovaquie.
La voiture qu'il conduisait heurta en effet un piéton, lui causant des blessures mortelles, et ce alors qu'il roulait au-delà des 40 km/h limites (selon les résultats de l’enquête). Le piéton était cependant sous l'emprise de substances toxiques au moment de l'accident.
Martikan fut reconnu coupable d'homicide involontaire et vit, entre autres, son permis de conduire annulé à l'issue du procès ; ce qui ne l'empêcha pas de continuer à conduire dans les mois suivants avant qu'il ne finisse par être arrêté.
Alors que Martikan risquait l'incarcération pour avoir violé les conditions de sa période probatoire, le président de l'époque, Rudolf Schuster, en marge de lourdes réprimandes, lui octroya le pardon présidentiel
, ce qui non seulement lui épargna  la peine de prison mais effaça également toute trace judiciaire de son crime. Le président slovaque argua que la dimension de champion de Martikan apportait un impact positif sur l'image du pays qui justifiait le pardon, ce qui entraîna de nombreuses critiques sur l'aspect "deux poids, deux mesures" qui en découlait.

## Palmarès

### Jeux olympiques d'été
- Jeux olympiques de 1996 à Atlanta (États-Unis) :
  -  Médaille d'or en slalom C-1.
- Jeux olympiques de 2000 à Sydney (Australie) :
  -  Médaille d'argent en slalom C-1.
- Jeux olympiques de 2004 à Athènes (Grèce) :
  -  Médaille d'argent en slalom C-1.
- Jeux olympiques de 2008 à Pékin (Chine) :
  -  Médaille d'or en slalom C-1.
- Jeux olympiques de 2012 à Londres (Angleterre) :
  -  Médaille de bronze en slalom C-1.

### Championnats du Monde
- Médaille de bronze aux Championnats du monde 1995 à Nottingham.
- Médaille de bronze en C1 par équipe aux Championnats du monde 1995 à Nottingham.
- Médaille d'or aux Championnats du monde 1997 à Tres Coroas.
- Médaille d'or en C1 par équipe aux Championnats du monde 1997 à Tres Coroas.
- Médaille de bronze aux Championnats du monde 1999 à La Seu d'Urgell
- Médaille d'or aux Championnats du monde 2002 à Bourg-Saint-Maurice.
- Médaille d'or aux Championnats du monde 2003 à Augsbourg
- Médaille d'or en C1 par équipe aux Championnats du monde 2003 à Augsbourg
- Médaille de bronze aux Championnats du monde 2005 à Penrith
- Médaille d'argent aux Championnats du monde 2006 à Prague.
- Médaille d'or aux Championnats du monde 2007 au Brésil.
- Médaille d'or en C1 par équipe aux Championnats du monde 2009 à la Seu d'Urgell.
- Médaille d'argent aux Championnats du monde 2009 à La Seu d'Urgell.
- Médaille d'or en C1 par équipe aux Championnats du monde 2010 à Tacen.
- Médaille d'argent aux Championnats du monde 2010 à Tacen, Slovénie.
- Médaille d'or en C1 par équipe aux Championnats du monde 2011 à Bratislava.
- Médaille d'or en C1 par équipe aux Championnats du monde 2013 à Prague.
- Médaille d'or en C1 par équipe aux Championnats du monde 2014 à Deep Creek Lake.
- Médaille d'or en C1 par équipe aux Championnats du monde 2015 à Londres.
- Médaille d'or en C1 par équipe aux Championnats du monde 2017 à Pau.
- Médaille de bronze aux Championnats du monde 2017 à Pau
- Médaille d'or en C1 par équipe aux Championnats du monde 2018 à Rio de Janeiro
- Médaille d'or en C1 par équipe aux Championnats du monde 2019 à la Seu d'Urgell.

### Coupe du monde
- Vainqueur de la coupe du monde 1998, 2000, 2001, 2006 et 2014.

### Championnats d'Europe
- Médaille d'argent en C1 aux Championnats d'Europe 1998 à Roudnice, République-Tchèque.
- Médaille d'or en C1 par équipe aux Championnats d'Europe 2002 à Bratislava (Slovaquie).
- Médaille d'or en C1 par équipe aux Championnats d'Europe 2005 à Tacen (Slovénie).
- Médaille d'argent en C1 aux Championnats d'Europe 2006 à l'Argentière, France.
- Médaille d'argent en C1 par équipe aux Championnats d'Europe 2006 à l'Argentière, France.
- Médaille d'or en C1 aux Championnats d'Europe 2007 à Liptovsky Mikulas, Slovaquie.
- Médaille d'or  en C1 par équipe aux Championnats d'Europe 2007 à Liptovsky Mikulas, Slovaquie.
- Médaille d'or en C1 aux Championnats d'Europe 2008 à Cracovie, Pologne.
- Médaille d'or  en C1 par équipe aux Championnats d'Europe 2008 à Cracovie, Pologne.
- Médaille d'or en C1 aux Championnats d'Europe 2009 à Nottingham (Royaume-Uni).
- Médaille d'or en C1 aux Championnats d'Europe 2010 à Čunovo (Slovaquie).
- Médaille d'or en C1 par équipe aux Championnats d'Europe 2010 à Čunovo (Slovaquie).
- Médaille d'or en C1 par équipe aux Championnats d'Europe 2012 à Augsbourg (Allemagne).
- Médaille d'argent en C1 aux Championnats d'Europe 2014 à Vienne (Autriche).
- Médaille de bronze en C1 par équipe aux Championnats d'Europe 2014 à Vienne (Autriche).
- Médaille d'or en C1 par équipe aux Championnats d'Europe 2015 à Markkleeberg (Allemagne).
- Médaille d'argent en C1 aux Championnats d'Europe 2016 à Liptovský Mikuláš (Slovaquie).
- Médaille d'or en C1 par équipe aux Championnats d'Europe 2016 à Liptovský Mikuláš (Slovaquie).
- Médaille de bronze en C1 aux Championnats d'Europe 2017 à Tacen (Slovénie).
- Médaille d'argent en C1 par équipe aux Championnats d'Europe 2018 à Prague,  Tchéquie
- Médaille d'or en C1 par équipe aux Championnats d'Europe 2021 à Ivrée,  Italie
- Médaille de bronze en C1 par équipe aux Championnats d'Europe 2025 à Vaires-sur-Marne,  France